# 21449 Геммік
21449 Геммік (21449 Hemmick) — астероїд головного поясу, відкритий 20 квітня 1998 року.
Тіссеранів параметр щодо Юпітера — 3,588.